# Таврійські сходи
Таврійські сходи —  сходи Севастополя, що пов'язують вулицю Велику Морську з Центральним пагорбом і Комсомольським парком, пам'ятка архітектури.
Сходи будувалася в два етапи. Верхня ділянка від Великої Морської до вершини пагорба споруджена на початку 1950-х років за проектом архітектора Г. Г. Швабауера, нижня — до вулиці Одеської, на початку 1970-х років (архітектор В. М. Артюхов).